# Koroptev jávská
Koroptev jávská (Arborophila javanica) je druh bažantovitého ptáka, který se endemicky vyskytuje na indonéském ostrově Jáva.

## Systematika
Druh popsal německý přírodovědec Johann Friedrich Gmelin v roce 1789 v Linného Systema Naturae. Gmelin druh zařadil do rodu Tetrao společně s dalšími tetřevovitými ptáky a druh pojmenoval jako Tetrao javanicus. Gmelin svůj popis založil na popisu a ilustraci „Jávské koroptve“ (Javan partridge) anglického přírodovědce Petera Browna z roku 1776. Koroptev jávská se řadí do početného rodu východoasijských a jihoasijských koroptví Arborophila.
Tvoří 2 poddruhy s následujícím rozšířením:
- A. j. javanica (Gmelin, JF, 1789) – horské oblasti západní a středozápadní Jávy
- A. j. lawuana Bartels, M, 1938 – horské oblasti středovýchodní Jávy

Jméno rodu Arborophila pochází z latinského arbor, arboris („strom“) a řeckého philos („milující“). Druhové jméno javanica znamená jávský.

Vybraná dobová zobrazení
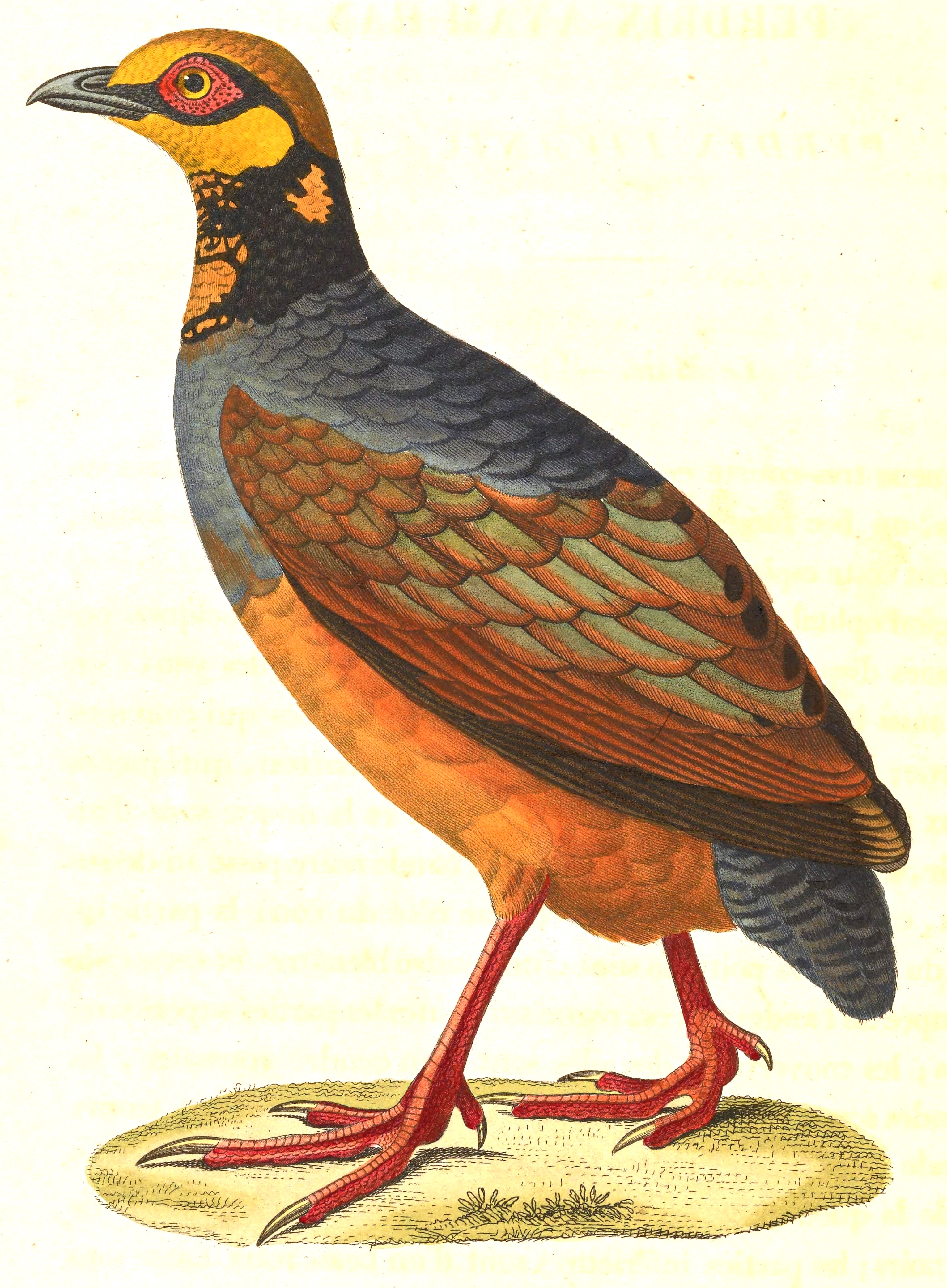
Jean-Gabriel Prêtre / Nicolas Huet mladší, 1838
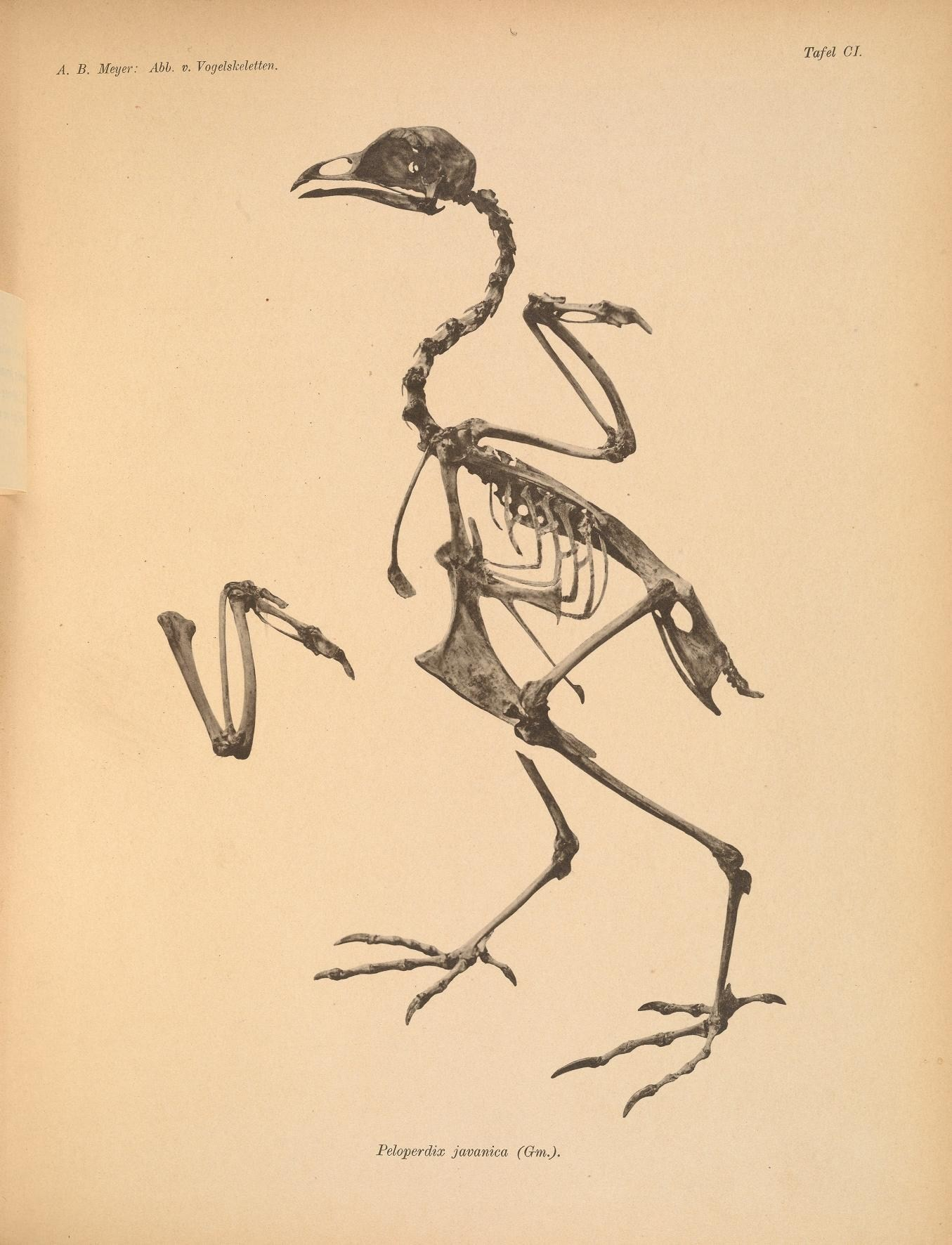
Kostra
Jean-Baptiste Huet, cca 2. olovina 18. století

## Rozšíření a populace

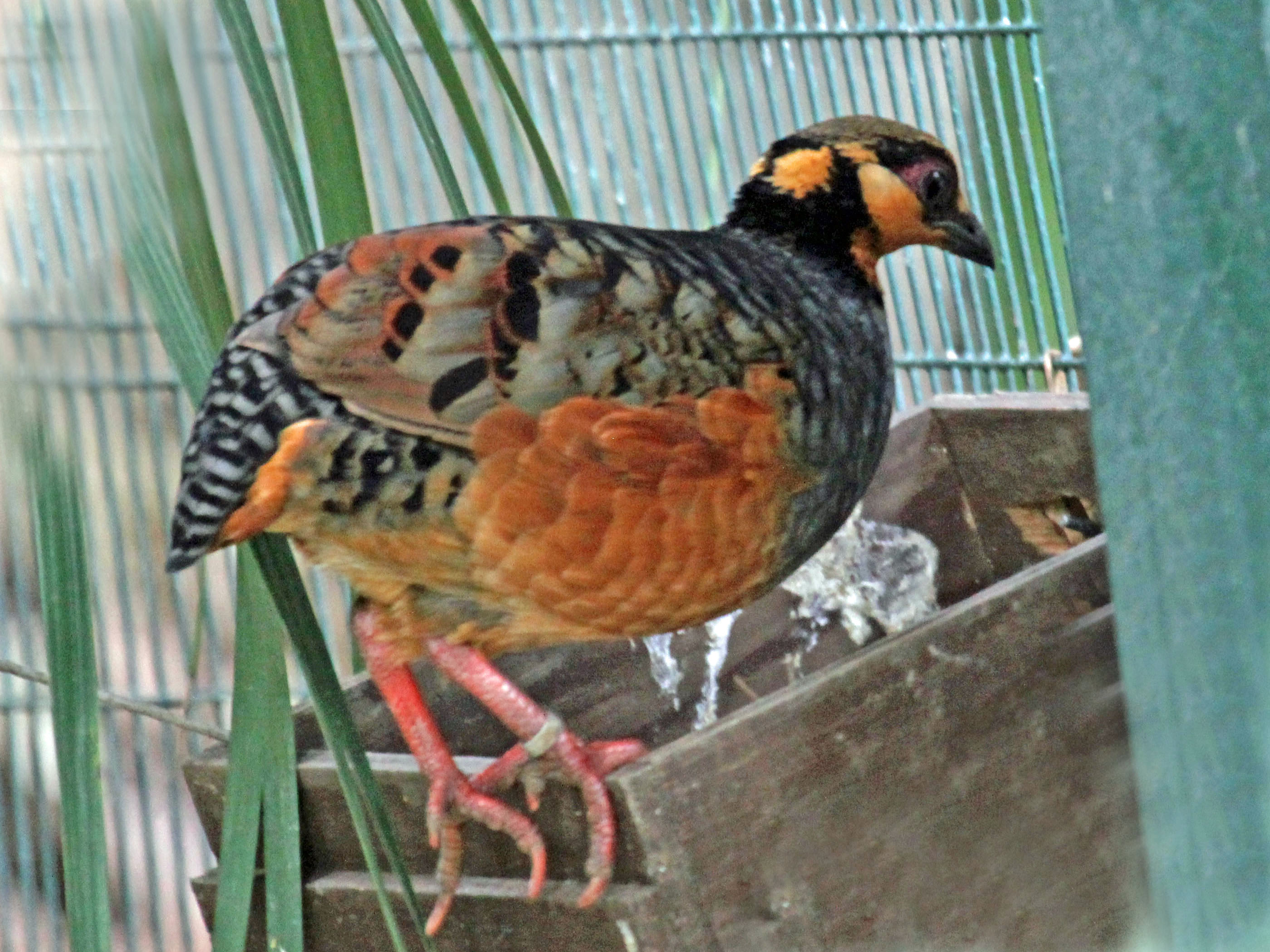
Koroptve jávská v Zoo v San Diegu

Koroptev jávská se vyskytuje pouze v pralesích v horských oblastech Jávy. Celková populace je neznámá, avšak koroptve jávské jsou v místech svého výskytu popisovány jako poměrně běžné. Mezinárodní svaz ochrany přírody hodnotí druh jako málo dotčený, nicméně dodává, že populace je patrně na ústupu z důvodu ztráty přirozených stanovišť a občasného lovu za účelem přímé konzumace i klecového chovu. Stanoviště druhu tvoří původní pralesy nadmořských výšek mezi cca 600–2600 m n. m., na kterých jsou koroptve jávské zcela závislé, tzn. nejsou patrně vůbec tolerantní k druhotným lesům.

## Popis
Jedná se o baculatého ptáka dosahujícího délky kolem 28 cm, přičemž samice jsou o maličko menší než samci. Většina opeření hraje hnědými, tmavými a šedými odstíny. U subsp. javanica jsou korunka a šíje oranžovohnědé, korunka uprostřed je flekována tmavě šedou a hnědou. Od uzdiček přes oči se táhne černý pruh, který se za očima stáčí dolů na krk, kde vytváří černý široký límec. Brada a tváře jsou jinak červenohnědé. Hruď je namodrale šedá. Spodní strana hrudi a boky jsou načervenale kaštanové, střední část břicha je bělavá. Podocasní krovky jsou pruhovány střídavě tmavou a červenohnědou. Hřbet, kostřec a svrchní krovky ocasní jsou namodrale šedé s hustým černým příčným pruhováním. Křídla jsou hnědočerná. Poddruh bartelsi je světlejší než poddruh javanica.

## Biologie
Hnízdní sezóna je prodloužená a trvá mezi lednem a dubnem a později mezi červencem a listopadem. Snůšku tvoří několik vajec, maximálně 4. Koroptev jávská vydává výrazné teritoriální volání, mj. monotónní, dalece se nesoucí nářek.